# スターダスト・キッズ
「スターダスト・キッズ」は、佐野元春の9枚目のシングル。1982年11月21日にEPIC・ソニー（現：エピックレコードジャパン）から発売された。

## 概要
2曲共オリジナル・アルバム未収録で、1983年発売のベスト・アルバム『No Damage (14のありふれたチャイム達)』に収録された。
表題曲の「スターダスト・キッズ」は、1981年発売シングル「ダウンタウン・ボーイ」のB面収録されている同曲をリメイクした楽曲。
B面の「So Young」は、山下久美子への提供曲であり、1981年発売の山下のアルバム『雨の日は家にいて』に収録されている。

## シングルジャケット
シングルジャケット写真は、女性ファッション雑誌『an・an』の1981年9月4日号に、佐野のインタビュー掲載時に撮影された写真を加工したもので、2019年に発売されたムック『平凡Special 僕らの80年代』に基となった写真が掲載されている。

## 収録曲
- 全作詞・作曲・編曲：佐野元春

1. スターダスト・キッズ
2. So Young